# Metacnephia sardoa
Metacnephia sardoa är en tvåvingeart som först beskrevs av Rivosecchi och Contini 1965.  Metacnephia sardoa ingår i släktet Metacnephia och familjen knott.
Artens utbredningsområde är Italien. Inga underarter finns listade i Catalogue of Life.